# Nationalpark Guanacaste
Der Nationalpark Guanacaste (spanisch Parque Nacional Guanacaste) ist ein ca. 338 km² großes Gebiet zwischen der Küste und den Bergen im Nordwesten Costa Ricas.

## Geographie
Der Nationalpark liegt in der gleichnamigen Provinz Guanacaste. Sie ist die nordwestlichste Provinz Costa Ricas mit Liberia als Hauptstadt.

## Ziel
Der Nationalpark Guanacaste wurde 1989 eingerichtet, um den Nationalpark Santa Rosa mit den hochgelegenen Nebelwäldern um den Vulkan Orosi Cacao mit den karibischen Regenwäldern im Norden Costa Ricas zu verbinden. Damit sollte auch eine Habitatvernetzung für Großsäuger wie den Jaguar und Berglöwen geschaffen werden. Gleichzeitig war das Ziel, einen „biologischen Korridor“ für Vögel und Insekten zu schaffen, um ihnen eine saisonale Wanderung zwischen den verschiedenen Habitaten zu ermöglichen.

## Fauna und Flora
Die ursprüngliche Vegetation eines Großteils des Parkes bestand aus Trockenwäldern. Diese wurden größtenteils zerstört und durch aus Afrika eingeführte Grasarten ersetzt.